# NGC 5882
NGC 5882 è una nebulosa planetaria nella costellazione del Lupo. È stata scoperta nel 1834 da John Herschel (figlio di William Herschel, lo scopritore di Urano).
Le immagini ottenute con il Telescopio Spaziale Hubble e il New Technology Telescope mostrano che la nebulosa sembra essere formata da un 
guscio interno ellittico e brillante, e da uno esterno più debole, del diametro di circa 15 arcosecondi; il margine della zona interna sembra essere formato da strutture simili a bolle.
La stella centrale non è posta proprio nel centro di simmetria della nebulosa, ma leggermente più a ovest rispetto ad esso: questo potrebbe essere dovuto all'instabilità del processo di perdita di massa e/o all'interazione con una stella compagna.